# سبا (بلجيكا)
سبا، هي مدينة بلجيكية تقع في مقاطعة لييج، وفيها نشأ مصطلح المنتجع الصحي. تقع بلدة سبا في واد في جبال آردين على بعد 35 كيلومتر (22 ميل) جنوب شرق لييج و 45 كيلومتر (28 ميل) جنوب غرب آخن. تبلغ مساحتها 39.85 كيلومتر مربع (15.39 ميل2)، وقد بلغ عدد سكانها عام 2006 ما يقارب 10543 نسمة، مما يجعل الكثافة السكانية فيها تبلغ 265 نسمة لكل كيلومتر مربع (685 / ميل مربع).
تعد سبا أحدى أشهر الوجهات السياحية في بلجيكا حيث تشتهر بالينابيع المعدنية الطبيعية  وإنتاج المياه المعدنية «سبا» التي تصدر إلى جميع أنحاء العالم. تستضيف حلبة سبا فرانكورشان الواقعة جنوب قرية فرانكورشان مباشرة جائزة بلجيكا الكبرى السنوية التي هي جزء من بطولة العالم للفورمولا ون. كما تستضيف أيضًا العديد من سباقات التحمل مثل (6 ساعات من سبا فرانكورشان). أقيمت أول مسابقة ملكة جمال في العالم في سبا في 19 سبتمبر 1888. كما استضافت المدينة سباق فرنسا للدراجات في 5 يوليو 2010 وانتهت المرحلة الثانية من السباق هناك.
صنف المنتجع الصحي كموقع تراث عالمي لليونسكو في عام 2021 تحت اسم "Great Spa Towns of Europe" بسبب الينابيع الطبيعية الشهيرة والأدلة المعمارية لظهور ثقافة الاستحمام الأوروبية في القرنين الثامن عشر والتاسع عشر.

## الجغرافيا والجيولوجيا

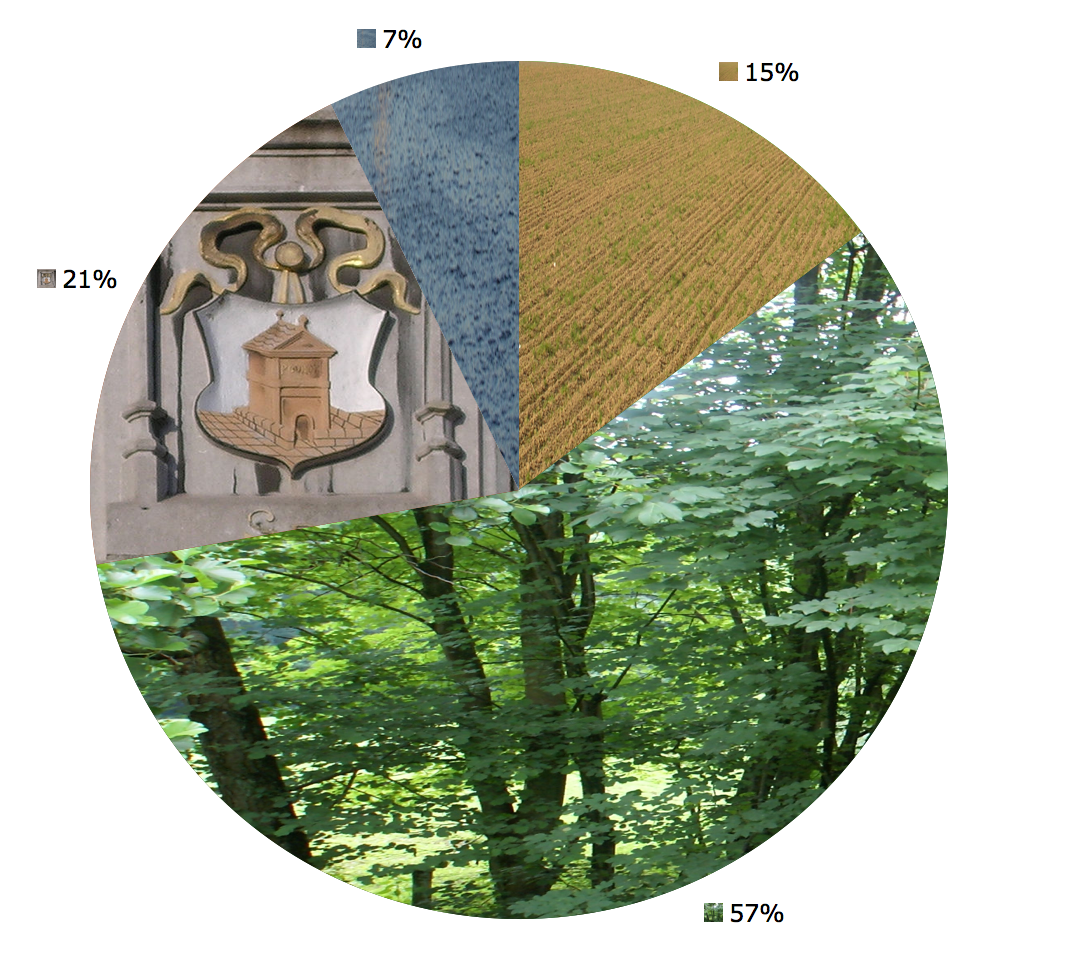
توزيع استخدام الأراضي في سبا (بلجيكا) عام 2005: الزراعة، الغابات، الإنشاءات، وأنشطة أخرى

تقع العديد من الينابيع المعدنية الشهيرة في سبا على سفح تل جنوب المدينة. في المجموع هناك أكثر من 300 ينبوع معدني بارد في المنتجع الصحي والمناطق المحيطة به مصنفة إلى نوعين: مياه معدنية خفيفة ومياه فوارة طبيعية (تسمى محليًا "بوهون"). مصدر المياه المعدنية الخفيفة هو من هطول الأمطار على Malchamps Moor التي تبعد حوالي 4 كم (2.5 ميل) جنوب غرب المدينة وترشح من خلال طبقات من الخث والكوارتز والفيليت. في المقابل مصدر مياه الفوارة هو من الأمطار أيضًا التي تسربت عبر الصخور الجيرية واستقرت لمئات الأمتار تحت الأرض لمدة زمنية طويلة جدًا ولعدة عقود.

## المناخ
| البيانات المناخية لـSpa (1981–2010 normals; sunshine 1984–2013) | البيانات المناخية لـSpa (1981–2010 normals; sunshine 1984–2013) | البيانات المناخية لـSpa (1981–2010 normals; sunshine 1984–2013) | البيانات المناخية لـSpa (1981–2010 normals; sunshine 1984–2013) | البيانات المناخية لـSpa (1981–2010 normals; sunshine 1984–2013) | البيانات المناخية لـSpa (1981–2010 normals; sunshine 1984–2013) | البيانات المناخية لـSpa (1981–2010 normals; sunshine 1984–2013) | البيانات المناخية لـSpa (1981–2010 normals; sunshine 1984–2013) | البيانات المناخية لـSpa (1981–2010 normals; sunshine 1984–2013) | البيانات المناخية لـSpa (1981–2010 normals; sunshine 1984–2013) | البيانات المناخية لـSpa (1981–2010 normals; sunshine 1984–2013) | البيانات المناخية لـSpa (1981–2010 normals; sunshine 1984–2013) | البيانات المناخية لـSpa (1981–2010 normals; sunshine 1984–2013) | البيانات المناخية لـSpa (1981–2010 normals; sunshine 1984–2013) |
| الشهر                                                           | يناير                                                           | فبراير                                                          | مارس                                                            | أبريل                                                           | مايو                                                            | يونيو                                                           | يوليو                                                           | أغسطس                                                           | سبتمبر                                                          | أكتوبر                                                          | نوفمبر                                                          | ديسمبر                                                          | المعدل السنوي                                                   |
| --------------------------------------------------------------- | --------------------------------------------------------------- | --------------------------------------------------------------- | --------------------------------------------------------------- | --------------------------------------------------------------- | --------------------------------------------------------------- | --------------------------------------------------------------- | --------------------------------------------------------------- | --------------------------------------------------------------- | --------------------------------------------------------------- | --------------------------------------------------------------- | --------------------------------------------------------------- | --------------------------------------------------------------- | --------------------------------------------------------------- |
| متوسط درجة الحرارة الكبرى °م (°ف)                               | 3.6 (38.5)                                                      | 4.6 (40.3)                                                      | 8.2 (46.8)                                                      | 12.0 (53.6)                                                     | 16.4 (61.5)                                                     | 19.0 (66.2)                                                     | 21.3 (70.3)                                                     | 20.9 (69.6)                                                     | 17.6 (63.7)                                                     | 13.1 (55.6)                                                     | 7.5 (45.5)                                                      | 4.1 (39.4)                                                      | 12.4 (54.3)                                                     |
| المتوسط اليومي °م (°ف)                                          | 1.0 (33.8)                                                      | 1.4 (34.5)                                                      | 4.5 (40.1)                                                      | 7.5 (45.5)                                                      | 11.7 (53.1)                                                     | 14.4 (57.9)                                                     | 16.6 (61.9)                                                     | 16.2 (61.2)                                                     | 13.0 (55.4)                                                     | 9.4 (48.9)                                                      | 4.7 (40.5)                                                      | 1.8 (35.2)                                                      | 8.5 (47.3)                                                      |
| متوسط درجة الحرارة الصغرى °م (°ف)                               | −1.6 (29.1)                                                     | −1.8 (28.8)                                                     | 0.8 (33.4)                                                      | 3.1 (37.6)                                                      | 7.1 (44.8)                                                      | 9.8 (49.6)                                                      | 12.1 (53.8)                                                     | 11.8 (53.2)                                                     | 9.1 (48.4)                                                      | 6.0 (42.8)                                                      | 2.2 (36.0)                                                      | −0.6 (30.9)                                                     | 4.9 (40.8)                                                      |
| الهطول مم (إنش)                                                 | 110.0 (4.33)                                                    | 93.2 (3.67)                                                     | 102.3 (4.03)                                                    | 80.0 (3.15)                                                     | 93.0 (3.66)                                                     | 102.6 (4.04)                                                    | 98.3 (3.87)                                                     | 99.7 (3.93)                                                     | 100.0 (3.94)                                                    | 99.6 (3.92)                                                     | 101.0 (3.98)                                                    | 113.9 (4.48)                                                    | 1٬193٫5 (46.99)                                                 |
| متوسط أيام هطول الأمطار                                         | 14.9                                                            | 13.0                                                            | 15.1                                                            | 11.7                                                            | 13.0                                                            | 13.0                                                            | 12.9                                                            | 12.1                                                            | 12.3                                                            | 12.6                                                            | 14.8                                                            | 15.7                                                            | 161.1                                                           |
| ساعات سطوع الشمس الشهرية                                        | 47                                                              | 71                                                              | 112                                                             | 157                                                             | 184                                                             | 182                                                             | 197                                                             | 187                                                             | 134                                                             | 105                                                             | 52                                                              | 35                                                              | 1٬463                                                           |
| المصدر: Royal Meteorological Institute                          |                                                                 |                                                                 |                                                                 |                                                                 |                                                                 |                                                                 |                                                                 |                                                                 |                                                                 |                                                                 |                                                                 |                                                                 |                                                                 |

## أعلام
- جورج كرينز، عازف الكمان على سفينة تايتانك الغارقة .
- جياكومو مايربير، ملحن ، أكمل أوبراه هنا روبرت لو ديابل في عام 1830.

## روابط خارجية
- Legend Boucles de Spa نسخة محفوظة 14 أبريل 2012 على موقع واي باك مشين.